# محمدحسن ممقانی
شیخ محمد حسن، (درگذشته ۱۸ محرم ۱۳۲۳ ق. در نجف) پسر ملا عبدالله، پسرِ محمدباقر ممقانی (مامقانی) از فقیهان بنام و از مراجع شیعه بود.

## تولد و تحصیلات
محمدحسن مامقانی، پسر عبدالله پسر باقر مامقانی، در مامقان دیده به جهان گشود. او پس از این که مقدمات را آموخت، برای ادامه تحصیل به کربلا رفت. او پس از مدتی، از سویی به سبب فتنه نجیب‌پاشا و کشتار زایران و مردم کربلا و از دیگر سو به درخواست مردم آذربایجان از شیخ محمدحسن نجفی به تبریز و مامقان بازگشت، اما پس از اقامتی ۸ ساله بار دیگر رهسپار نجف شد و در همان شهر ساکن شد و در محرمِ ۱۳۲۳ هجری قمری، در همان‌جا درگذشت و به خاک سپرده شد.

## استادان
مامقانی در نجف سال‌های پایانی سده سیزدهم -که کانون دوست‌داران دانش بود- نخست نزد شیخ مرتضی انصاری و پس از درگذشت او در حوزهٔ درس سید حسین کوه‌کمری و برخی دیگر از بزرگان، حضور یافت و سپس به تألیف و تصنیف سرگرم شد.

## تالیفات
تالیفات‌اش بسیارند، از جمله «البشری الوصول» و «درایع الاحکام». شرحِ خوی خداپسندانه و رفتار پارسایانه‌اش در «تنقیح المقال» و «ریحانه الادب»، به کلکِ پسرش -شیخ عبدالله مامقانی- آمده است.

## شاگردان
سید حسین بادکوبه‌ای لاهیجی
سید ابوالحسن اصفهانی

میرزا حسین فقیه سبزواری

## داماد
سید علی تبریزی مشهور به سید علی داماد، از مراجع و فقیهان مشروطه‌خواه داماد مامقانی است.

## فرزند
شیخ عبداله مامقانی رجالی مشهور سده چهاردهم فرزند او است. همچنین محی الدین مامقانی نوه پسری او است که در خرداد سال ۱۳۸۷ش در قم درگذشت.

## فعالیت‌های سیاسی
محمدحسن مامقانی مخالف استبداد قاجار بود و در عزل و تکفیر اتابک اعظم با آخوند خراسانی و میرزا حسین خلیلی تهرانی و ملا محمد شربیانی همراه بود.
همچنین در جریان نهضت مشروطه، پس از آن که نامه‌های بسیاری از مردم ایران در شکایت از حکام مستبد قاجار به مراجع نجف رسید، آخوند خراسانی، شیخ حسن مامقانی، فاضل شربیانی و حاجی میرزا حسین تهرانی برای بررسی اوضاع و چاره‌جویی و اقدام درباره مشکلات، جلسات ۴ نفره‌ای را تشکیل دادند که سری بود و فرزندان و یاران او حق شرکت در جلسات را نداشتند. جلسات سیار، و به تناوب در منزل یکی از آنان برگزار می‌شد ولی با مرگ شربیانی و ممقانی جلسات پی گرفته نشد.

## درگذشت
شیخ محمدحسن ممقانی یک سال پیش از مشروطه و در ۵ فروردین ۱۲۸۴ در نجف درگذشت و در حرم علی به خاک سپردندش.